# Olympische Sommerspiele 1908/Leichtathletik – Dreisprung (Männer)
Der Dreisprung der Männer bei den Olympischen Spielen 1908 in London wurde am 22. Juli 1908 im White City Stadium entschieden. Am Vormittag des gleichen Tages fand eine Qualifikation statt, aus der sich drei Springer für den Wettkampf qualifizierten. Zum ersten Mal überhaupt war die Abfolge des Beineinsatzes im Reglement in derselben Form wie heute exakt festgehalten, das heißt die ersten beiden Teilsprünge müssen mit demselben Bein, der dritte Teilsprung mit dem anderen ausgeführt werden.
Der für Großbritannien startende Ire Tim Ahearne wurde Olympiasieger. Garfield MacDonald aus Kanada gewann die Silbermedaille, Bronze ging an den Norweger Edvard Larsen.

## Rekorde
Die Weltrekorde waren damals noch inoffiziell. Immer noch gibt es unterschiedliche Versionen zum Weltrekordinhaber. Auch der US-Amerikaner Edward Bloss wird mit seinen 14,78 m aus dem Jahr 1893 angegeben. Grund für diese Uneinheitlichkeit ist die in den Anfangsjahren der Leichtathletik noch fehlende verbindliche Regel für die Reihenfolge des Absprungbeins bei den drei Bodenberührungen während des Sprungs. Der heutige Standard, bei welchem die ersten beiden Teilsprünge mit demselben Bein, der dritte Teilsprung mit dem anderen auszuführen ist, wurde noch nicht immer angewendet. Doch der irische Experte Tony O’Donaghue ermittelte in detaillierten Recherchen, dass der Ire John Breshnihan bereits 1906 regelgerechte 15,34 m gesprungen war. Bei den Spielen 1908 allerdings war die Regelproblematik durch eine klare Festschreibung beendet.
| Weltrekord         | 15,34 m | John Breshnihan | Irland | Bandon (Irland), 26. August 1906     |
| Olympischer Rekord | 14,47 m | Meyer Prinstein | USA    | Finale OS Paris (FRA), 16. Juli 1900 |

Folgende Rekorde wurden bei den Olympischen Spielen 1908 in dieser Disziplin gebrochen oder eingestellt:
| OR | 14,72 m | Tim Ahearne        | Großbritannien | Qualifikation, 25. Juli |
| OR | 14,76 m | Garfield MacDonald | Kanada         | Endkampf, 25. Juli      |
| OR | 14,92 m | Tim Ahearne        | Großbritannien | Endkampf, 25. Juli      |

## Ergebnisse

### Qualifikation
Die Qualifikation wurde in drei zeitlich gestaffelten Gruppen ausgetragen. Die Ergebnisse dieser Gruppen wurden zusammengefasst. Nur die besten drei Springer der Qualifikation – hellgrün unterlegt – waren berechtigt, den Finalwettkampf bestreiten. Die im Vorkampf erzielten Resultate gingen allerdings in die Gesamtwertung mit ein. Sowohl in der Qualifikation als auch im Finale hatten die Teilnehmer je drei Versuche.

#### Gruppe A

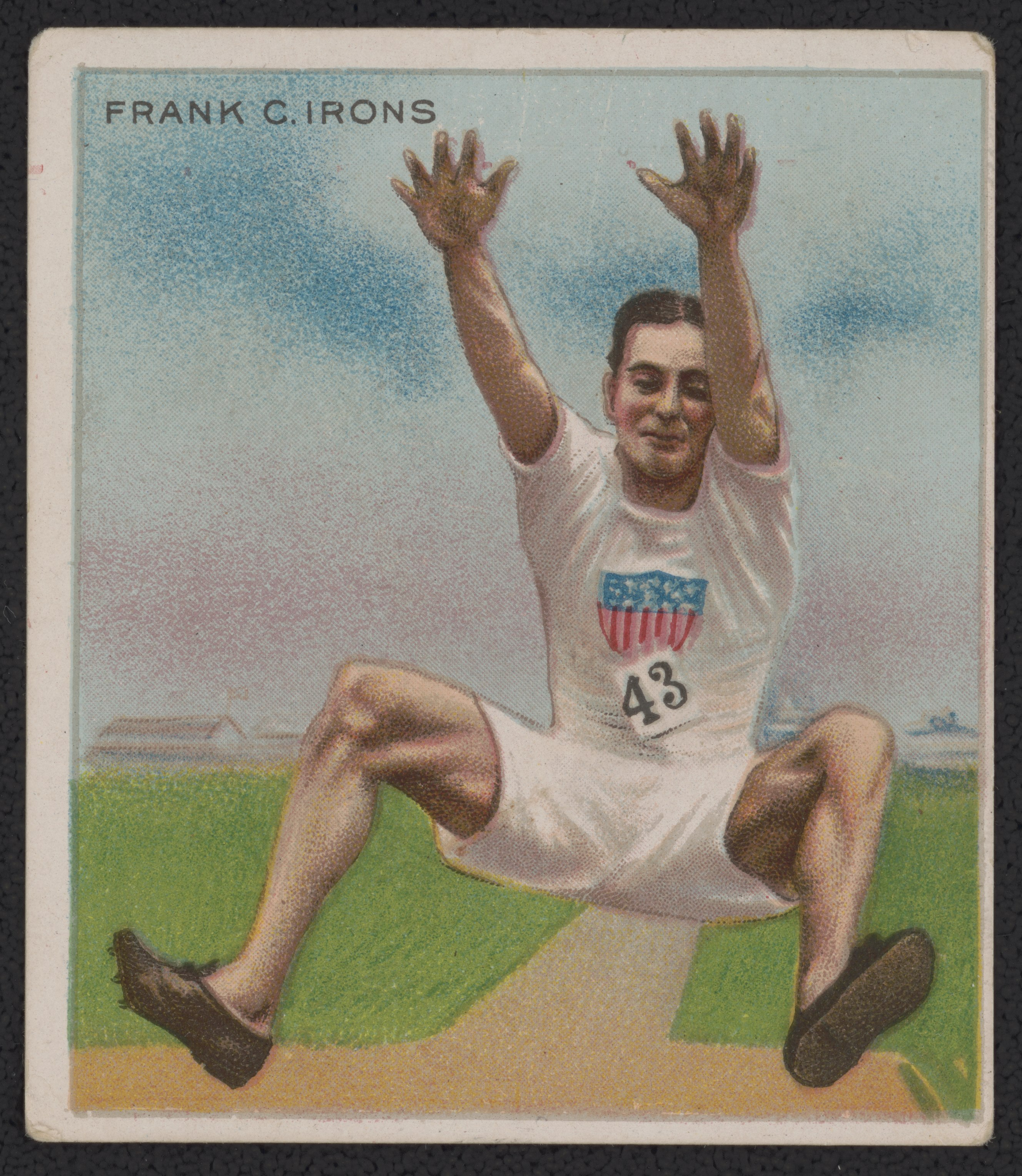
Weitsprungolympiasieger Frank Irons – hier auf einem Werbemedium – kam mit seinen 12,67 m nicht unter die besten Zwölf

| Athlet           | Land           | Weite (m) |
| ---------------- | -------------- | --------- |
| Platt Adams      | USA            | 14,07     |
| Karl Fryksdahl   | Schweden       | 13,65     |
| Martin Sheridan  | USA            | 13,42     |
| Cyril Dugmore    | Großbritannien | 13,31     |
| Henry Olsen      | Norwegen       | 13,17     |
| Dimitrios Müller | Griechenland   | 13,09     |
| Frank Irons      | USA            | 12,67     |

#### Gruppe B

Samuel Bellah – Stabhochsprung-Sechster – landete mit 12,55 m im hinteren Feld

| Athlet             | Land           | Weite (m) |
| ------------------ | -------------- | --------- |
| Tim Ahearne        | Großbritannien | 14,72 OR  |
| Garfield MacDonald | Kanada         | 14,12000  |
| John Brennan       | USA            | 13,59000  |
| Doug Stupart       | Südafrika      | 13,40000  |
| Oscar Guttormsen   | Norwegen       | 13,16000  |
| Samuel Bellah      | USA            | 12,55000  |
| Nathaniel Sherman  | USA            | k. A.000  |
| George Mayberry    | Großbritannien | k. A.000  |
| Juho Halme         | Finnland       | k. A.000  |

#### Gruppe C
| Athlet               | Land           | Weite (m) |
| -------------------- | -------------- | --------- |
| Edvard Larsen        | Norwegen       | 14,37     |
| Calvin Bricker       | Kanada         | 14,10     |
| Frank Mount Pleasant | USA            | 13,97     |
| Michael Dineen       | Großbritannien | 13,23     |

### Finale und Endergebnis der besten Zwölf
| Platz | Athlet               | Land           | Weite (m) |
| ----- | -------------------- | -------------- | --------- |
| 1     | Tim Ahearne          | Großbritannien | 14,92 OR  |
| 2     | Garfield MacDonald   | Kanada         | 14,76000  |
| 3     | Edvard Larsen        | Norwegen       | 14,39000  |
| 4     | Calvin Bricker       | Kanada         | 14,09000  |
| 5     | Platt Adams          | USA            | 14,07000  |
| 6     | Frank Mount Pleasant | USA            | 13,97000  |
| 7     | Karl Fryksdahl       | Schweden       | 13,65000  |
| 8     | John Brennan         | USA            | 13,59000  |
| 9     | Martin Sheridan      | USA            | 13,42000  |
| 10    | Doug Stupart         | Südafrika      | 13,40000  |
| 11    | Cyril Dugmore        | Großbritannien | 13,31000  |
| 12    | Michael Dineen       | Großbritannien | 13,23000  |

Alle drei Finalisten konnten sich nochmals steigern. Der Wettkampf verlief sehr spannend. Garfield MacDonald führte bis einschließlich des fünften Durchgangs. Dann steigerte sich Tim Ahearne und erzielte mit seinem letzten Sprung die Siegweite und den neuen olympischen Rekord, der zunächst auch als Weltrekord ausgerufen wurde. Doch in detaillierten Recherchen stellte sich heraus, dass der Ire John Breshnihan bereits 1906 regelgerechte 15,34 m gesprungen war.
Den dritten Platz belegte Edvard Larsen aus Norwegen vor dem Kanadier Calvin Bricker, Bronzemedaillengewinner des Weitsprungs. Fünfter wurde der US-Amerikaner Platt Adams, der auch in den Standsprungwettbewerben gute Platzierungen erreichte und 1912 Gold im Standhochsprung gewann. Auch der Doppelolympiasieger im Diskuswurf von 1904 und 1908, Martin Sheridan, nahm an dieser Konkurrenz teil, verletzte sich jedoch nach seinem ersten Versuch, sodass keine weiteren Sprünge möglich waren. Am Ende wurde er Neunter.

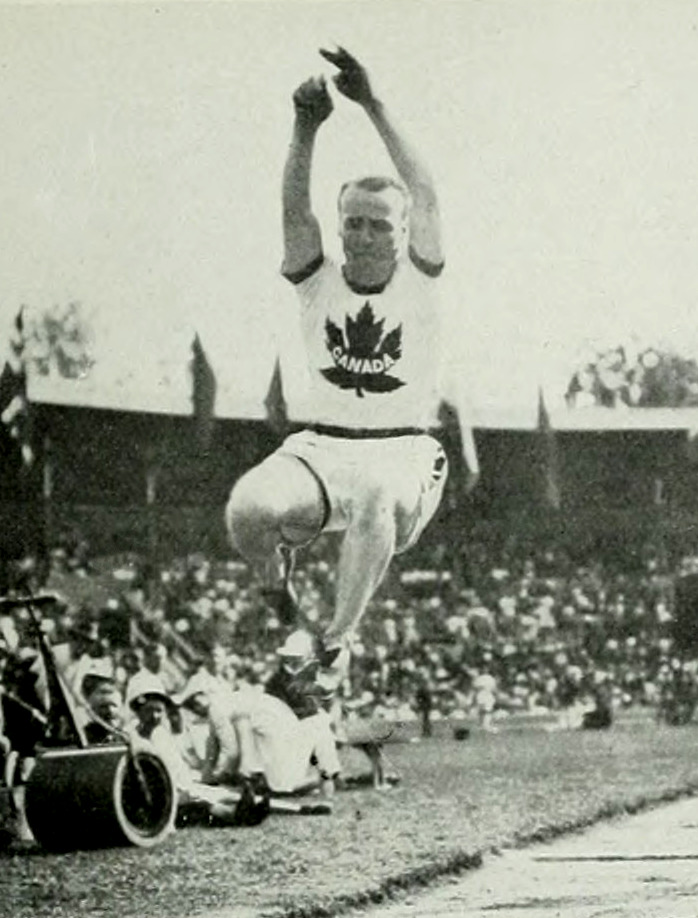
Der Olympiavierte Calvin Bricker, auch Bronzemedaillengewinner im Weitsprung, hier 1912, als er Olympiazweiter im Weitsprung wurde
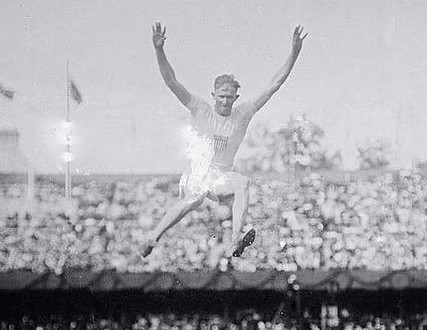
Platt Adams, Olympiasieger im Standhochsprung 1912 kam auf den fünften Platz
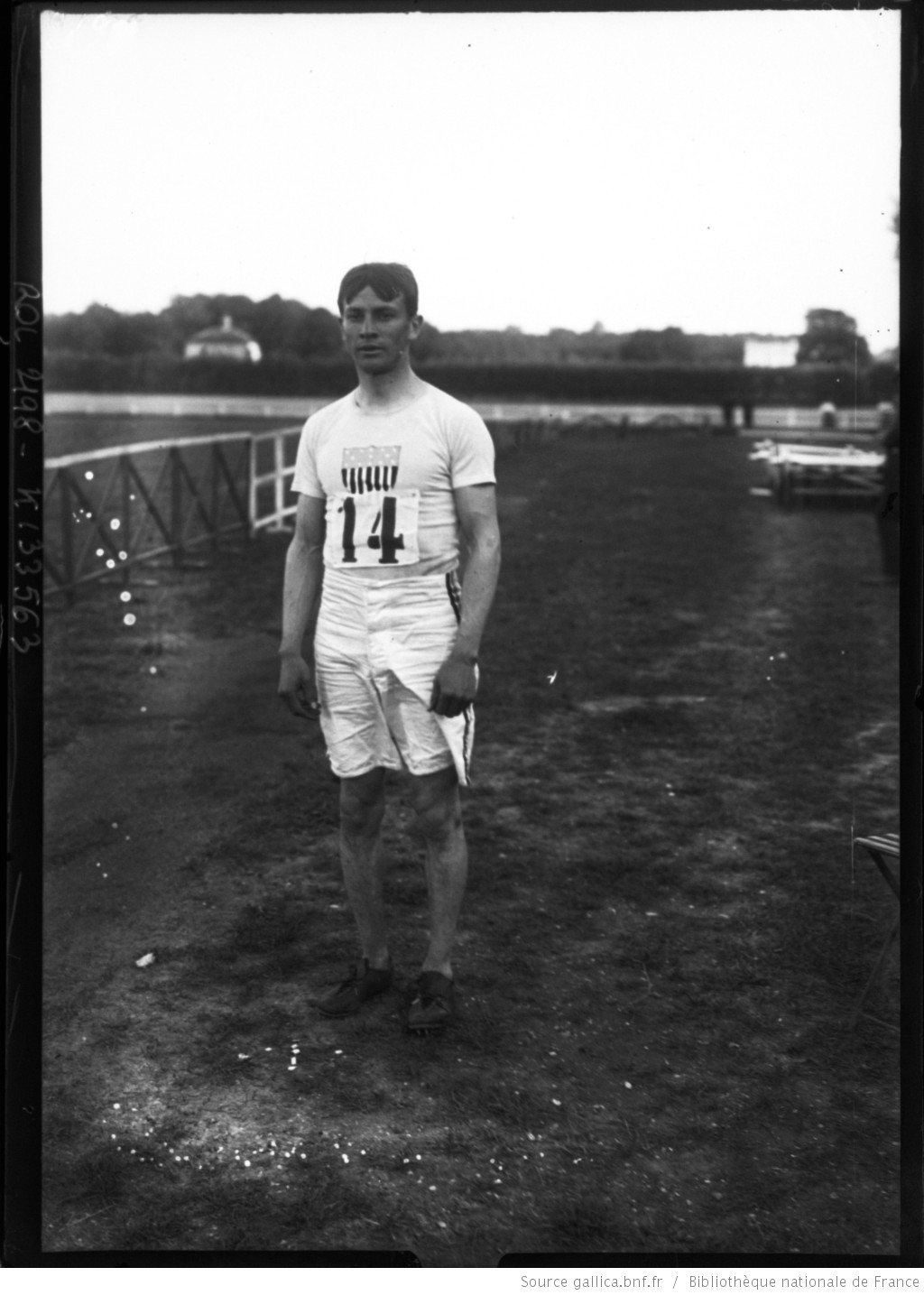
Frank Mount Pleasant belegte wie im Weitsprung Rang sechs
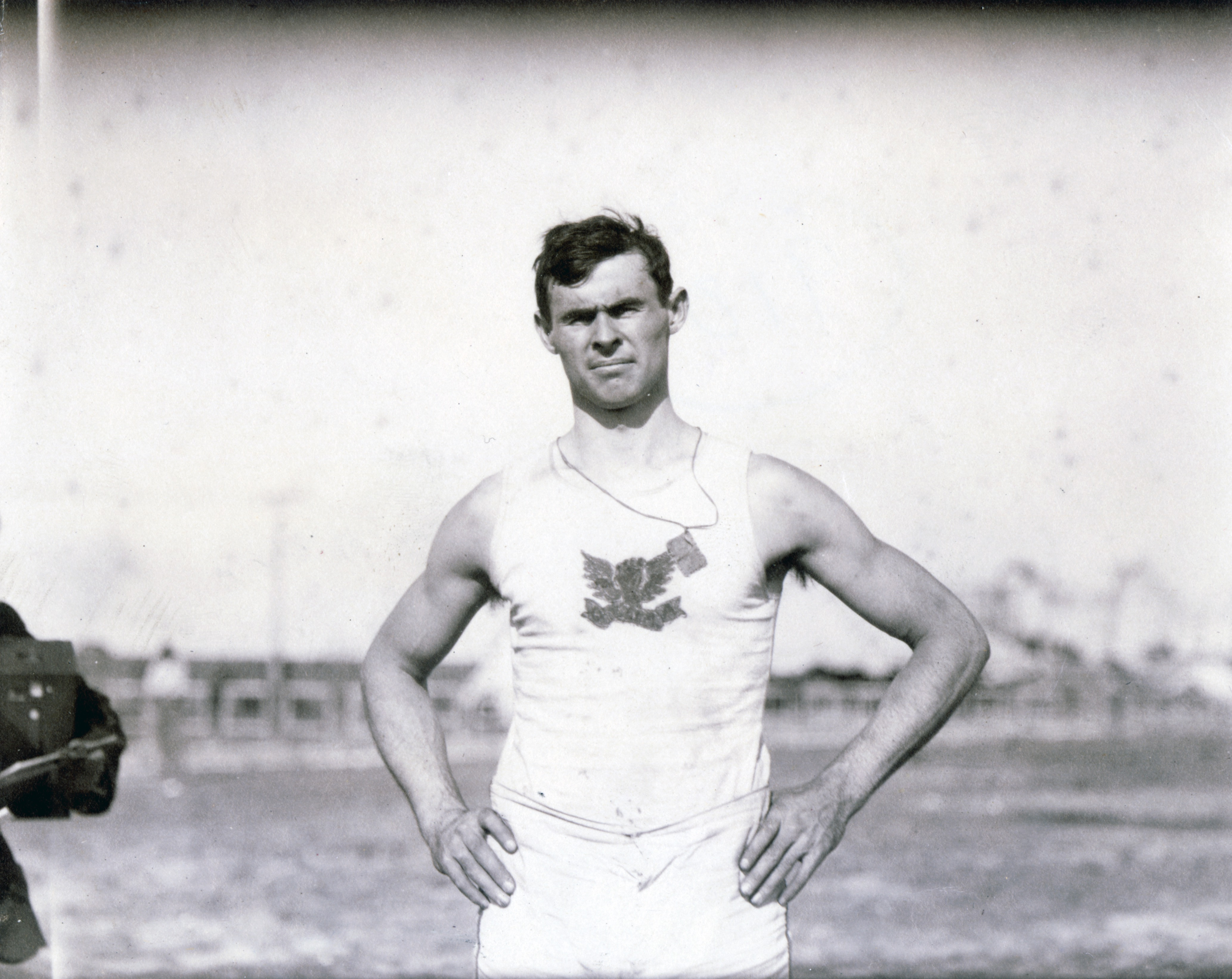
Der Doppelolympiasieger im Diskuswurf von 1904 und 1908, Martin Sheridan, belegte Rang neun